# Résolution 2713 du Conseil de sécurité des Nations unies
Membres permanents
- Chine
- États-Unis
- France
- Royaume-Uni
- Russie

Membres non permanents
Résolution no 2712 Résolution no 2714
La résolution 2713 du Conseil de sécurité des Nations Unies, adoptée le 1er décembre 2023, a prolongé le régime de sanctions contre les Chebabs, en Somalie, jusqu'au 15 décembre 2024,. Elle a également changé la dénomination du Comité des sanctions associé au régime de sanctions de « créé par la résolution 751 (1992) » à « créé par la résolution 2713 (2023) ».
La résolution a renouvelé l'autorisation d'interception maritime pour faire appliquer l'embargo général, ainsi que l'interdiction d'exporter du charbon de bois et l'embargo sur les composant d'engins explosifs improvisés, tandis que les autres sanctions (telles que l'embargo sur les armes, le gel des avoirs et les interdictions de voyager) ont été imposés par le Conseil de sécurité pour une durée illimitée.
La France s'est abstenue lors du vote.

## Voir également
- Guerre civile somalienne
- Guerre civile somalienne (depuis 2006)
- Sanctions internationales
- Liste des résolutions du Conseil de sécurité des Nations unies sur la Somalie